# Суни (коммуна)
Суни (итал. Suni) — коммуна в Италии, располагается в регионе Сардиния, в провинции Ористано.
Население составляет 1237 человек (2008 г.), плотность населения составляет 26 чел./км². Занимает площадь 47 км². Почтовый индекс — 8010. Телефонный код — 0785.
Покровительницей коммуны почитается Пресвятая Богородица, празднование 5 августа.

## Демография
Динамика населения:

## Администрация коммуны
- Официальный сайт: https://web.archive.org/web/20080709044003/http://www.comune.suni.nu.it/